# Stylidium imbricatum
Stylidium imbricatum är en tvåhjärtbladig växtart som beskrevs av George Bentham. Stylidium imbricatum ingår i släktet Stylidium och familjen Stylidiaceae. Inga underarter finns listade i Catalogue of Life.